# 和製喧嘩友達
『和製喧嘩友達』（わせいけんかともだち）は、1929年（昭和4年）7月5日公開の日本映画である。松竹キネマ製作・配給。監督は小津安二郎。モノクロ、スタンダード、サイレント、77分。
リチャード・ウォレスが1927年（昭和2年）に発表した喜劇映画『喧嘩友達』を下敷きに、「コンビ喜劇を巧みに和製化」したものである（オリジナルの『喧嘩友達』はフィルムが失われており、1935年のリメイク版のみ現存する）。初回興行は浅草の帝国館で、併映作品は伊藤大輔監督・市川右太衛門主演の『一殺多生剱』。
本作は長年にわたって現存しない作品とされていたが、1997年（平成9年）に新潟県の宇賀山正昭家からパテベビー用の9.5mmフィルムによる短縮編集版（14分尺）が発見された。宇賀山は東京国立近代美術館フィルムセンターに寄贈し、同センターにより35mmフィルムに復元する作業が行われた。2001年（平成13年）には、同プリントが第20回ポルデノーネ無声映画祭で上映された。小津安二郎生誕100年を迎えた2003年（平成15年）にはデジタル復元が行われ、同年12月25日に松竹が発売した『小津安二郎 DVD-BOX 第四集』の「特典ディスク」に収録された。本作の脚本は、同年4月に発行された『小津安二郎全集 上』（新書館）に収録されている。

## あらすじ
留吉（渡辺篤）と芳造（吉谷久雄）は、親しい仕事仲間、貧しいゆえに2人でルームシェアをしているトラック運転手である。あるとき偶然、身寄りのない娘・お美津（浪花友子）と出逢う。住むところのないお美津が2人の長屋に転がり込み、お美津はかいがいしく家事をしてくれるが、2人の男の間では、恋の鞘当てが始まる。やがて、留吉・芳造の長屋の近くに住む学生・岡村（結城一朗）と、お美津が相思相愛であったのだ、という現実を、留吉・芳造は知ることとなる。お美津と岡村をさわやかに見送る留吉・芳造であった。

## スタッフ
- 監督：小津安二郎
- 原作・脚本：野田高梧
- 撮影：茂原英雄

## キャスト
- 留吉：渡辺篤
- 芳造：吉谷久雄
- おげん：高松栄子
- 事務員富田：大国一郎
- お美津：浪花友子
- 岡村：結城一朗
- 芸者君松：若葉信子

## ギャラリー

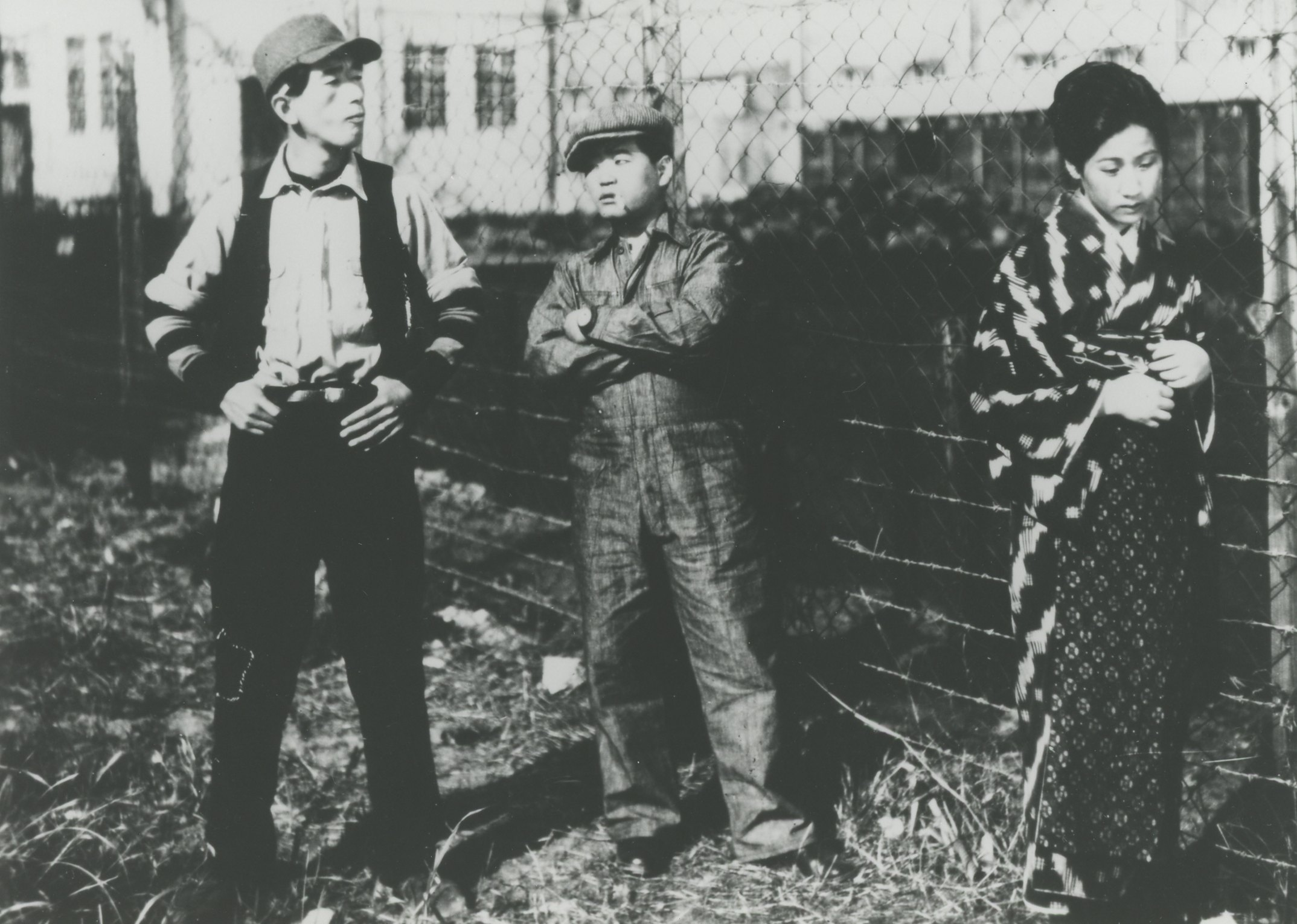
左から渡辺篤、吉谷久雄、浪花友子
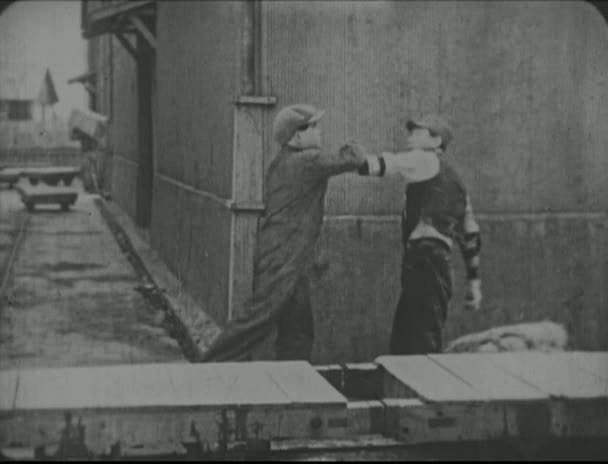
お美津（浪花友子）をめぐってついに喧嘩。左・吉谷久雄、右・渡辺篤
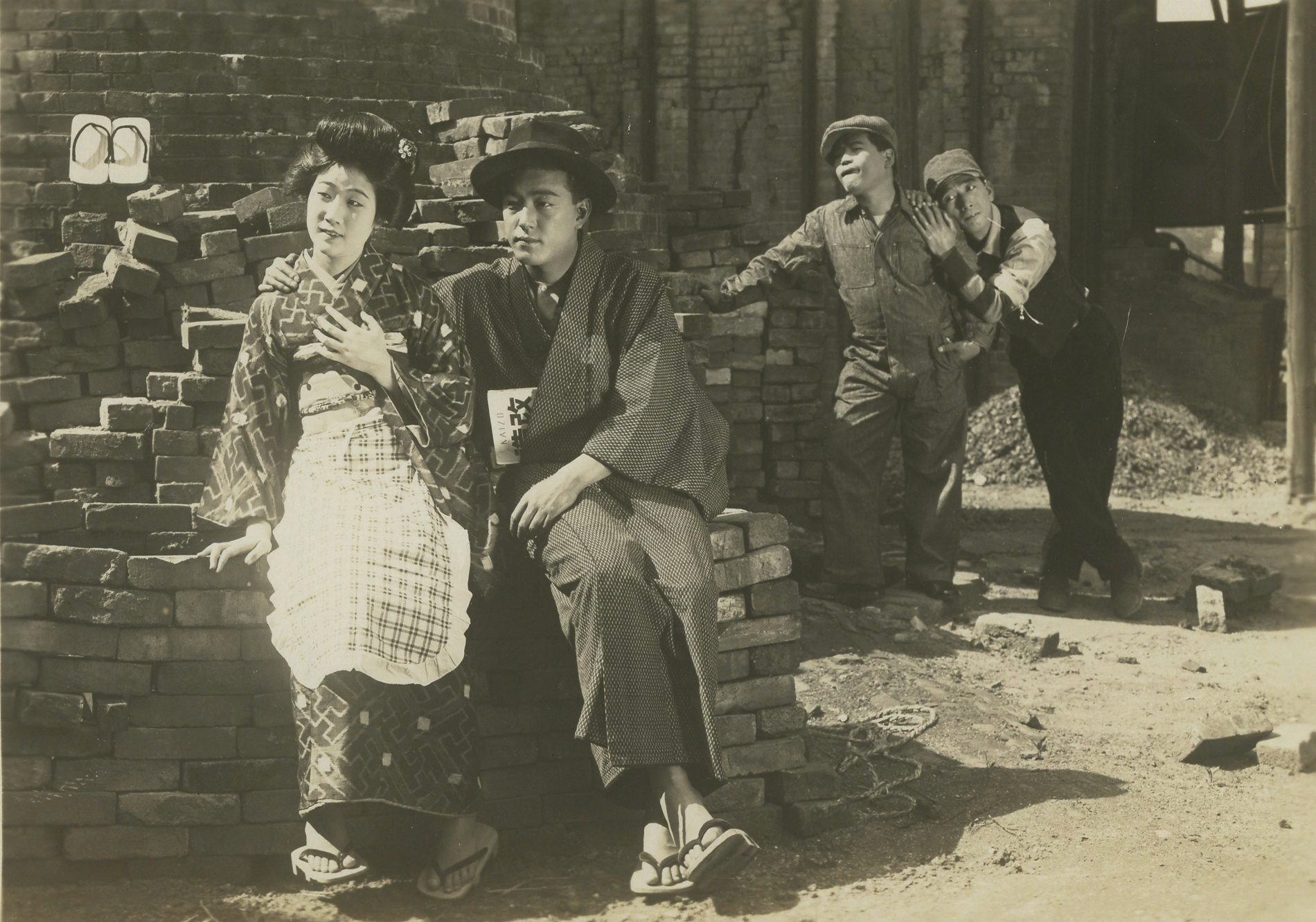
左から浪花友子、結城一朗、吉谷久雄、渡辺篤